# Comuna Krasleanî, Prîlukî
Krasleanî (în ucraineană Красляни) este o comună în raionul Prîlukî, regiunea Cernihiv, Ucraina, formată din satele Krasleanî (reședința), Lîskî și Rîbți.

## Demografie
Componența lingvistică a comunei Krasleanî
     Ucraineană (97,16%)
     Rusă (2,18%)
     Alte limbi (0,55%)
Conform recensământului din 2001, majoritatea populației comunei Krasleanî era vorbitoare de ucraineană (97,16%), existând în minoritate și vorbitori de rusă (2,18%).